# Rouquidão
Rouquidão é um problema do aparelho fonador, sendo a falta de clareza na voz que irrita a garganta.
A rouquidão é uma das várias formas de disfonia, nome dado a voz que tem alguma de suas características alteradas. A disfonia pode ser orgânica, funcional ou mista (orgânica-funcional). Ela não é uma doença, mas o sintoma, uma manifestação de um mau funcionamento de um dos sistemas ou estruturas que atuam na produção da voz.